# 麥惠文
麥惠文（英語：Mak Wai-man，1935年7月14日—2025年3月29日），香港男性粵樂家、粵劇樂師、音樂領導及音樂導師。曾任香港八和會館副主席及副會長，為八和會館旗下八和粵劇學院創辦籌劃人之一。

## 生平
1935年7月14日，麥惠文出生於廣東台山的一個華僑華人家庭，他的很多鄉親朋友都居住於美國費城。早於8歲時，尚在台山鄉居唸小學的麥惠文便因為教授體育課的麥老師懂得演奏小提琴和揚琴，遂引起了麥惠文對音樂的興趣，並跟隨麥老師學習小提琴。麥氏在年約10歲時移居香港，其父親則於大概1950年代初於美國費城逝世。麥氏於香港繼續唸小學，但其後因家庭經濟拮据而輟學，曾任理髮師學徒，也曾學繪廣告畫，但因分別受不了理髮師師傅責罵和對廣告畫沒有興趣而先後放棄任職相關職業。然而，因麥氏在港的住所接近由粵劇名伶陳非儂及粵劇劇作家陳天縱（名伶陳笑風父親）一同開設之粵劇學院，遂得以認識及跟隨粵樂樂師陳景澄學習高胡和粵劇拍和。及後，年僅13歲的麥氏得樂師梁子超引薦，以半工讀形式加入粵劇戲行任伴奏樂師，並在不同中小型粵劇劇團中出任音樂領導一職（粵語俗稱「頭架」），包括人之初劇團，遂得到「神童」之美譽。麥氏後又跟隨樂師陳厚深造粵樂，進修小提琴技巧。麥氏14至15歲時，曾於名伶芳艷芬父親開設之中國粵劇學院裡擔任音樂伴奏，並因而認識了居於該學院附近的名伶鳳凰女和粵樂家王粵生等戲行中人。當王氏為戲班參與粵劇伴奏時，屢聘請麥氏以小提琴、琵琶、色士風、電結他等樂器伴奏。:63:248
麥惠文於16歲已成為全職樂師，1950年代隨資深樂師劉兆榮為大型粵劇劇團擔任音樂伴奏，如在由名伶任劍輝及白雪仙領導的仙鳳鳴劇團中任中胡伴奏，其時得到樂師朱毅剛在粵劇拍和技巧及樂理上的指導。1958年，麥氏加入香港八和會館成為音樂部會員，自此至1960年代在香港各大小粵劇戲班、粵曲歌壇、香港麗的呼聲、澳門綠邨電台，以及為長城、文志、基奧等唱片公司的粵曲唱帶錄音擔任音樂領導。1967年六七暴動過後，麥氏曾一度在香港好彩酒樓及龍珠酒樓歌壇為歌伶伴奏。曾與麥氏合作的歌伶包括張月兒、徐柳仙、冼劍麗、伍木蘭、嚴淑芳、蔣艷紅等。1970年代，麥氏加入不同大型粵劇劇團任頭架，包括由名伶麥炳榮及鳳凰女領導的大龍鳳劇團、鄧碧雲領導的碧雲天劇團、羽佳及南紅領導的慶紅佳劇團、陳錦棠領導的錦添花劇團、石燕子及任冰兒夫婦領導的燕新聲劇團，以及由新馬師曾、鄧碧雲、陳錦棠、譚蘭卿及梁醒波領導的「五王劇團」等。單是在1971年至1972年間，麥氏便已參與了230多場粵劇演出。此外，麥氏也曾參與粵曲創作，代表作包括粵劇《蠻漢刁妻》（潘一帆編撰）的主題曲，以及粵劇《燕歸人未歸》（潘一帆編撰）的主題曲燕歸詞。:309-311:248
1972年，麥惠文獲選出任香港八和會館音樂部總務主任及文書，任期直至1994年。1970年後期，麥氏曾隨不同粵劇劇團到海外演出，包括於1976年跟隨由名伶文千歲及梁少芯夫婦組成的千歲粵劇團赴加拿大演出，又隨蘇少棠及鳳凰女領導的龍鳳劇團到新加坡及馬來西亞演出。1977年，則隨麥炳榮和吳君麗到加拿大演出。1979年，當時兼任八和會館康樂主任的麥惠文參與籌劃創辦「香港八和會館粵劇學院」（八和粵劇學院前身），自此開展了其粵劇音樂人才培訓及粵劇教育工作。該學院於1980年正式開始招生，麥氏身兼學院創校校董、校務主任及導師等職務，曾長期為學院教授「唱科」、「伴奏班」等課程。1985年，麥氏與其他兼為樂師的八和會員成立了香港普福堂粵劇樂師會，麥氏後曾任該會第6屆至15屆理事長。1994年起，麥氏獲選任八和會館音樂部第26屆至第35屆理事長，至2025年止。1996年，擔任八和粵劇學院及香港中文大學校外進修學院合辦之「粵劇培訓證書課程」的導師。1998年，麥氏入職香港演藝學院，出任八和粵劇學院和香港演藝學院合辦之「粵劇培訓證書課程」的課程主任及音樂導師至2008年。1999年起，麥氏獲選任八和會館第29屆至第32屆副主席，至2007年止，後曾出任八和會館副會長。2004年，麥氏為八和粵劇學院開辦粵劇伴奏班，並出任學院歷屆課程音樂導師至2019年。2016年，麥氏與一眾香港粵劇學者協會成員包括阮兆輝、陳守仁、湛黎淑貞、高潤鴻等籌辦「粵曲考級試」，該考試後於2017年末得到英國西倫敦大學倫敦音樂學院確認，與協會一同在2018年於香港創立粵曲考級試，是為全球首個粵曲考級演唱考試，以推動粵曲及粵劇教學和評核。2017年，麥氏開辦私人音樂訓練及粵劇音樂拍和班。另外，麥氏畢生也經常為粵曲比賽擔任評判，並曾為香港學校音樂節擔任評審。:248-249:82
2023年，香港粵劇學者協會為麥惠文整理出版《麥惠文粵曲講義：傳統板腔及經典曲目研習》一書，俾便後學者研習粵曲及粵劇音樂，並為有意報考粵曲考級試以及粵曲演唱文憑考試的考生提供可靠且具參考價值的教材。 2025年3月29日，麥惠文在香港家中逝世，享年89歲。其家屬於同年4月26日為其假紅磡世界殯儀館以佛教誦經儀式設靈，翌日出殯，靈柩進行火化禮。

## 影響
據粵劇學者葉世雄及湛黎淑貞指出，麥惠文對香港粵劇的影響在於其首先使用以介乎中央C及升C之間的「C20」音調（即電子調音器中的比中央C高音兩格的音調）作粵劇音樂定弦（粵語俗稱「線口」），自2000年起C20音調乃逐漸為樂師使用，成為香港粵劇及粵曲中具標誌性的定弦。:84

## 家庭
麥惠文妻子李詠賢成長於廣州，為八和粵劇學院1980年代學生，因而認識麥惠文，後發展為師生戀。二人婚後一同創辦了荃灣曲藝團。育有一子一女，兒子麥景星生於1991年，女兒比兄長年幼約13歲。:350

## 著作
- 麥惠文著、香港粵劇學者協會編：《麥惠文粵曲講義：傳統板腔及經典曲目研習》。香港：中華書局（香港）有限公司，2023年。[13][19]